# Campo Setenta
Campo Setenta är en ort i Mexiko.   Den ligger i kommunen Riva Palacio och delstaten Chihuahua, i den nordvästra delen av landet, 1 300 km nordväst om huvudstaden Mexico City. Campo Setenta ligger 2 132 meter över havet och antalet invånare är 133.
Terrängen runt Campo Setenta är platt åt nordväst, men åt sydost är den kuperad. Runt Campo Setenta är det mycket glesbefolkat, med 3 invånare per kvadratkilometer. Närmaste större samhälle är Campo Setenta y Dos, 5,7 km norr om Campo Setenta. Omgivningarna runt Campo Setenta är i huvudsak ett öppet busklandskap.